# صومعة سفلي
صومعة سفلي هي قرية في مقاطعة ميانة، إيران. يقدر عدد سكانها بـ 139 نسمة بحسب إحصاء 2016.